# Alfred Marshall (Politiker)
Alfred Marshall (* um 1797 vermutlich in New Hampshire; † 2. Oktober 1868 in China, Maine) war ein US-amerikanischer Politiker. Zwischen 1841 und 1843 vertrat er den Bundesstaat Maine im US-Repräsentantenhaus.

## Werdegang
Sowohl das genaue Geburtsdatum als auch der Geburtsort von Alfred Marshall sind unbekannt. Die Quellen gehen davon aus, dass er im Jahr 1797 im Staat New Hampshire geboren wurde. Auch über seine Jugend und Schulzeit gibt es keine Angaben. Seit den späten 1820er Jahren war Marshall in Maine politisch aktiv. Er wurde Mitglied der von Präsident Andrew Jackson gegründeten Demokratischen Partei. In den Jahren 1827, 1828, 1834 und 1835 war er Abgeordneter im Repräsentantenhaus von Maine. Außerdem gehörte er der Staatsmiliz an, in der er es bis zum General brachte.
1840 wurde Marshall im sechsten Wahlbezirk von Maine in das US-Repräsentantenhaus in Washington, D.C. gewählt, wo er am 4. März 1841 die Nachfolge von Hugh J. Anderson antrat. Bis zum 3. März 1843 absolvierte er eine Legislaturperiode im Kongress. Diese war von den Diskussionen um eine mögliche Annexion der seit 1836 selbständigen Republik Texas bestimmt. Nach seiner Zeit im Repräsentantenhaus war Marshall zwischen 1846 und 1849 bei der Steuerbehörde in Belfast (Maine) angestellt. Außerdem war er im Handel und in der Hotelbranche tätig. Seit 1824 war Alfred Marshall mit Lydia Brackett verheiratet, mit der er drei Kinder hatte. Er starb am 2. Oktober 1868 in dem Ort China.